# Daniel Richter

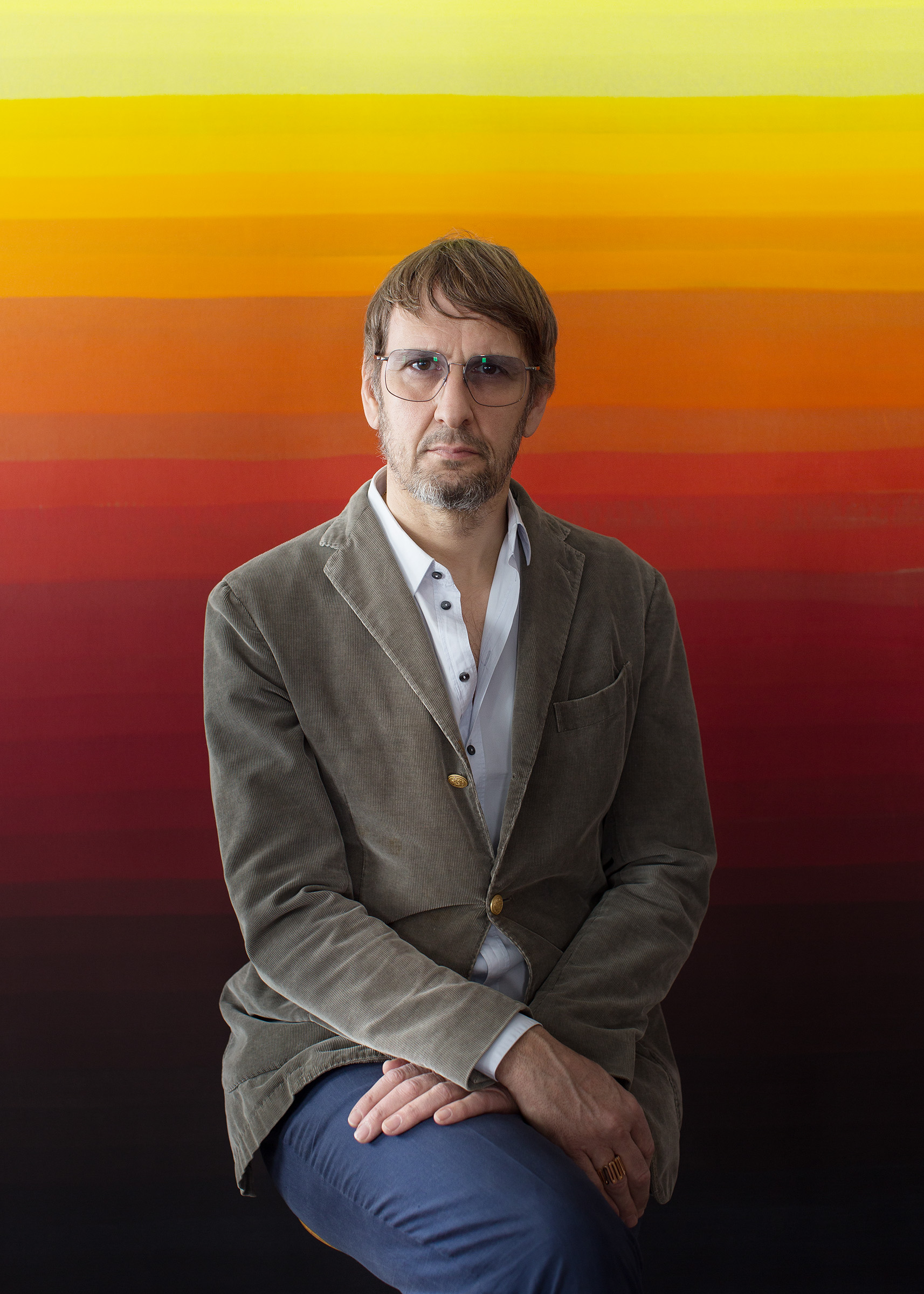
Daniel Richter gefotografeerd door Oliver Mark, Berlijn 2017

Daniel Richter (Eutin, 1962) is een Duits kunstenaar.

## Leven
Daniel Richter groeide op in Lütjenburg. Van 1991 tot 1995 studeerde hij in Hamburg aan de Hochschule für bildende Künste Hamburg bij professor Werner Büttner. Hij werkte als assistent bij Albert Oehlen. Voor het Hamburger platenlabel Buback ontwierp hij platenhoezen. Later nam hij de leiding over van de platenlabels Buback en Chicks on Speed Records. Van 2004 tot 2006 was hij hoogleraar schilderkunst aan de Universiteit voor de Kunsten Berlijn. Nadat hij deze functie voortijdig had neergelegd werd Richter in oktober 2006 hoogleraar aan de Academie van beeldende kunsten in Wenen. Richter woont en leeft in Hamburg en Berlijn.

## Werk
Tot het jaar 2000 werkte Daniel Richter abstracte kunst. In zijn vroege werk hield hij zich in de eerste plaats bezig met de zuiver formele problemen van de schilderkunst. Hij beschouwt die, in de context van haar eigen geschiedenis, als het traagste medium dat er is. In zijn werk tracht hij de mogelijkheden van de schilderkunst te peilen.
Vanaf 2000 duiken in zijn werk figuratieve elementen op  ("Fool on a hill", 1999), die zich uiteindelijk tot narratieve beeldmotieven ontwikkelen. 
Richter werkt met een soort sampling van beeldcitaten en beeldelementen. Het werk kan als autobiografisch geïnterpreteerd worden, maar laat zich ook lezen als een spiegel van de subjectief waargenomen toestand van de wereld en politieke thema's.
In 2012 werd het werk 'Gedion' (2002) per ongeluk vernietigd tijdens de opslag van het werk. Dit leidde tot een rechtszaak omtrent de aansprakelijkheid.

## Citaten
- "Schönheit durch Konfusion, Wahrheit durch Kollision."
- "Malerei ist das trägste, langsamste und traditionsbewussteste Medium, das am schwersten zu erweitern ist."

## Prijzen
- 1998: Otto-Dix-Preis, Gera
- 2002: Förderpreis für Junge Kunst in Schleswig-Holstein[16]
- 2003: Edwin-Scharff-Preis, Hamburg
- 2009: Kunstpreis Finkenwerder (met 20.000 euro, qua geldwaarde een van de grootste prijzen van Europa)

## Exposities (selectie)
- 1995: Neue Bilder, Contemporary Fine Arts, Berlijn
- 1996: Galerie Jürgen Becker, Hamburg
- 1997: 17 Jahre Nasenbluten, Contemporary Fine Arts, Berlijn
- 1998: Organisierte Kriminalität, Contemporary Fine Arts, Berlijn
- 1999: "Experiment Freund, Galerie Freund/Wind, Wenen
  - Fool on a Hill, Galerie Johnen & Schöttle, Keulen
- 2000: Die Frau; Rock’n’Roll; Tod - Nein Danke!, Contemporary Fine Arts, Berlijn
  - Für Immer, Gesellschaft für Aktuelle Kunst, Bremen (mit Tal R)
  - Je ne suis pas un robot, Galerie Ghislaine Hussenot, Parijs
- 2001: La Cause du Peuple, Patrick Painter Inc., Los Angeles
  - Billard um halb Zehn Kunsthalle zu Kiel, Kiel
  - Museum der bildenden Künste, Leipzig
  - Painting 2001, Victoria Miro Gallery, Londen
  - Vantage Point, Irish Museum of Modern Art, Dublin
- 2002: Grünspan, K21 Kunstsammlung Nordrhein-Westfalen, Düsseldorf
- 2003: Hirn, Neuer Berliner Kunstverein, Berlijn
  - Hearn, Galerie Benier/Eliades, Athene
- 2004: White Horse Pink Flag, The Power Plant, Toronto, Canada
- 2005: Acht Stunden sind kein Tag, Contemporary Fine Arts, Berlijn
- 2006: Huntergrund, Museum für Gegenwartskunst, Bazel
- 2006: Die Peitsche der Erinnerung [met Jonathan Meese], Stade
- 2007: Daniel Richter, Hamburger Kunsthalle
- 2007-2008: Daniel Richter, GEM, Den Haag
- 2008–2009: Daniel Richter: A Major Survey, Denver Art Museum
- 2009: Daniel Richter, Kunsthaus Hamburg
- 2010: Daniel Richter-Spagotzen, Galerie Thaddaeus Ropac, Salzburg
- 2010: Daniel Richter. The Black Saint and the Sinner Lady, Museum der Moderne / Rupertinum, Salzburg
- 2011: Daniel Richter. „10001nacht“, Kestnergesellschaft, Hannover
- 2014: Daniel Richter – Chromos goo bugly, Galerie im Taxispalais, Innsbruck
- 2015-2016: Daniel Richter. Hello I love you, Schirn Kunsthalle Frankfurt
- 2016: Daniel Richter: Lonely Old Slogans (retrospectief), Louisiana Museum of Modern Art, Humlebæk
- 2017: Daniel Richter: Lonely Old Slogans (retrospectief), 21er Haus, Wenen
- 2023: Farbe interessiert mich nicht, Kunsthalle Tübingen